# Bernardo Pasquini

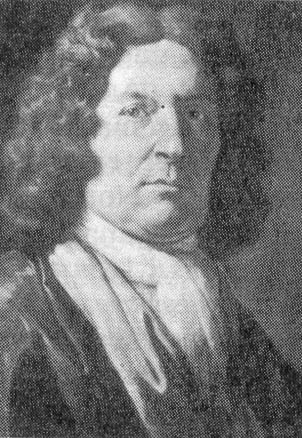
Bernardo Pasquini

Bernardo Pasquini (Massa in Val di Nievole, 7 de dezembro de 1637 - Roma, 22 de novembro de 1710) foi um compositor, cravista e organista da Itália.
Foi aluno de Antonio Cesti e Loreto Vittori. Viajou para Roma ainda jovem e entrou no serviço dos príncipes Borghese. Mais tarde se tornou organista da Basílica de Santa Maria Maior e recebeu a proteção da rainha Cristina da Suécia. Foi membro da Accademia dell'Arcadia. Como compositor especializou-se na ópera e em obras para teclado.